# Society of Authors
La Society of Authors du Royaume-Uni est un syndicat d'écrivains professionnels fondé en 1884 afin de protéger et défendre leurs droits d'auteurs. Parmi ses membres et ses présidents, on note la présence d'écrivains et de poètes renommés comme Tennyson (son premier président),  George Bernard Shaw, John Galsworthy, John Masefield, Thomas Hardy, H. G. Wells, J. M. Barrie et E. M. Forster.

## Liste des prix et récompenses
La Society of Authors décerne aux auteurs d'ouvrages littéraires les prix et récompenses suivants :
- Prix du Trust Tom-Gallon (en) (nouvelle, 1943)
- Travelling Scholarship (en) (prix pour financer des séjours à l'étranger, 1946)
- Prix Somerset-Maugham (auteur de moins de 30 ans, 1947)
- Prix Eric-Gregory (poètes de moins de 30 ans, 1960)
- Prix Cholmondeley (poésie, 1966)
- Prix Betty-Trask (en) (premier roman, 1984)
- Prix McKitterick (en) (roman par une personne de plus de 40 ans, 1990)
- Prix Sunday Times du jeune écrivain de l'année (en) (auteur de moins de 35 ans, 1991)
- Prix Sagittarius (en) (premier roman par un auteur de plus de 60 ans, 1991-2005)
- Prix Elizabeth-Longford (en) (biographie, 2003)
- Prix Sunday Times de la nouvelle (en) (nouvelle, 2010)
- Prix Paul-Torday (en) (roman par une personne de plus de 60 ans, 2019)
- Prix Queen’s Knickers (album jeunesse illustré 0-7 ans, 2020)

Deux prix récompensent des drames radiophoniques :
- Prix Richard-Imison (en) (auteur débutant dans le médium, 1994)
- Prix Tinniswood (en) (2004)

Plusieurs récompensent des créateurs selon leur âge :
La Society of Authors décerne également les prix suivants pour la traduction d'ouvrages littéraires :
- Prix John-Florio (italien, biennal, 1963)
- Prix Schlegel-Tieck (allemand, 1965)
- Prix Scott-Moncrieff (français, 1965)
- Prix Bernard-Shaw (suédois, triennal, 1991)
- Prix Vondel (néerlandais, biennal, 1996)
- Prix Valle-Inclán (espagnol, 1997)
- Prix Saif Ghobash-Banipal (arabe, 2006)
- Prix du Goethe-Institut (allemand, prix biennal, 2010)
- Prix TLS-Risa Domb/Porjes (hébreu, triennal, 2017)
- Prix TA de la première traduction (première traduction, 2018)

Les prix triennaux de la Fondation hellénique pour la culture (grec) et Calouste-Gulbenkian (turc) ne sont plus remis.